# August Herijgers
August Herijgers (* 2. Juni 1950 in Lille (Belgien)) ist ein ehemaliger belgischer Radrennfahrer und nationaler Meister im Radsport.

## Sportliche Laufbahn
Herijgers war im Straßenradsport aktiv. 1970 gewann er die nationale Meisterschaft im Mannschaftszeitfahren mit Frans Verhaegen, Ludo Van Der Linden, Willy Van Mechelen und Ludo Bosch. 1971 siegte er im Eintagesrennen Schaal Egide Schoeters vor Frans Van Looy.
1972 wurde er Berufsfahrer im Radsportteam Goldor-Ijsboerke und blieb bis 1975 als Radprofi aktiv. 1973 siegte er im Rennen Schaal Sels Merksem vor Victor Van Schil. 1972 schied er in der Vuelta a España aus.

## Familiäres
Sein Bruder Paul Herijgers war ebenfalls Radprofi und vor allem im Cyclocross aktiv.